# Placówka Kontrolna Małego Ruchu Granicznego Pogwizdów
Przejściowy Punkt Kontrolny Małego Ruchu Granicznego Pogwizdów – nieistniejący obecnie pododdział Wojsk Ochrony Pogranicza wykonujący kontrolę graniczną osób, towarów i środków transportu bezpośrednio w przejściu granicznym na granicy polsko-czechosłowackiej.

## Formowanie i zmiany organizacyjne
Na południowej granicy uruchomiono 16 przejściowych punktów kontrolnych małego ruchu granicznego. Do końca 1948 ich liczba wzrosła do 19. Było to związane przede wszystkim z koniecznością umożliwienia ludności z Czechosłowacji i Polski mającej pola po obu stronach granicy, dokonywania ich uprawy.
Przejściowy Punkt Kontrolny Małego Ruchu Granicznego Pogwizdów (PPK MRG Pogwizdów) sformowany został w 1947 w składzie Katowickiego Oddziału Wojsk Ochrony Pogranicza nr 10 według etatu nr 7/34 i podlegał komendantowi 205a strażnicy WOP Pogwizdów.
W 1948 pododdział przekazany został do Ministerstwa Bezpieczeństwa Publicznego.
W 1950, będąc w składzie 4 Brygady WOP graniczna placówka kontrolna przeformowana została na etat 097/1.
W 1952 włączona została w etat 4 Brygady WOP nr 352/1.

## Ochrona granicy

### Podległe przejście graniczne
- Pogwizdów-Louky nad Olší.